# Дискографія Wanna One
Дискографія південнокорейського бой-бенда Wanna One, що складається з 11 учасників, сформованого під час реаліті-шоу на «виживання» Produce 101 у 2017 році під керівництвом корейської розважальної компанії Stone Music Entertainment.
Дебютним релізом гурту став мініальбом 1X1=1 (To Be One), який вийшов 7 серпня 2017 року.

## Студійні альбоми
| Назва                    | Деталі альбому                                                                                       | Пікові позиції у чартах | Пікові позиції у чартах | Пікові позиції у чартах | Пікові позиції у чартах | Продажі                                                                | Сертифікації        |
| Назва                    | Деталі альбому                                                                                       | KOR                     | JPN                     | JPN Hot                 | US World                | Продажі                                                                | Сертифікації        |
| ------------------------ | --- | ----------------------- | ----------------------- | ----------------------- | ----------------------- | ---------------------------------------------------------------------- | ------------------- |
| 1¹¹=1 (Power of Destiny) | - Реліз: 19 листопада 2018 - Лейбл: Swing Entertainment - Формат: CD, цифрове завантаження, стриминг | 1                       | 3                       | 35                      | 12                      | - Південна Корея: 730,257 - Японія: 96,304 (phy.) - Японія: 945 (dig.) | - KMCA: 2× Platinum |

## Мініальбоми
| Назва                                                                            | Деталі мініальбому | Пікові позиції у чартах | Пікові позиції у чартах | Пікові позиції у чартах | Пікові позиції у чартах | Пікові позиції у чартах | Продажі                                                                | Сертифікації        |
| Назва                                                                            | Деталі мініальбому | KOR                     | FRA                     | JPN                     | JPN Hot                 | US World                | Продажі                                                                | Сертифікації        |
| -------------------------------------------------------------------------------- | --- | ----------------------- | ----------------------- | ----------------------- | ----------------------- | ----------------------- | ---------------------------------------------------------------------- | ------------------- |
| 1×1=1 (To Be One)                                                                | - Реліз: 7 серпня 2017 - Лейбл: YMC Entertainment - Формат: CD, цифрове завантаження, стриминг                                   | 1                       | 151                     | 4                       | 6                       | 3                       | - Південна Корея: 1,463,978 - Японія: 81,010 - США: 3,000              | Н/Д                 |
| 1×1=1 (To Be One)                                                                | - Реліз: 13 листопада 2017 (1-1=0 (Nothing Without You)) - Лейбл: YMC Entertainment - Формат: CD, цифрове завантаження, стриминг | 1                       | —                       | 8                       | 51                      | 12                      | - Південна Корея: 1,463,978 - Японія: 81,010 - США: 3,000              | Н/Д                 |
| 0+1=1 (I Promise You)                                                            | - Реліз: 19 березня 2018 - Лейбл: YMC Entertainment - Формат: CD, цифрове завантаження, стриминг                                 | 1                       | —                       | 2                       | 32                      | 10                      | - Південна Корея: 785,578 - Японія: 53,515                             | - KMCA: 3× Platinum |
| 1÷x=1 (Undivided)                                                                | - Реліз: 4 червня 2018 - Лейбл: Swing Entertainment - Формат: CD, цифрове завантаження, стриминг                                 | 1                       | —                       | 2                       | —                       | 8                       | - Південна Корея: 644,771 - Японія: 70,140 (phy.) - Японія: 825 (dig.) | - KMCA: 2× Platinum |
| «—» релізи, що не потрапили у чарти або не були випущені у відповідних регіонах. | |                         |                         |                         |                         |                         |                                                                        |                     |

## Сингли
| Назва                                                                            | Рік  | Пікові позиції у чартах | Пікові позиції у чартах | Пікові позиції у чартах | Пікові позиції у чартах | Продажі                                  | Альбом                      |
| Назва                                                                            | Рік  | KOR                     | KOR Hot                 | JPN Hot                 | US World                | Продажі                                  | Альбом                      |
| -------------------------------------------------------------------------------- | ---- | ----------------------- | ----------------------- | ----------------------- | ----------------------- | ---------------------------------------- | --------------------------- |
| «Energetic» (에너제틱)                                                           | 2017 | 1                       | 2                       | —                       | 6                       | - Південна Корея: 2,500,000 - США: 9,000 | 1x1=1 (To Be One)           |
| «Burn It Up» (활할)                                                              | 2017 | 4                       | 9                       | —                       | —                       | - Південна Корея: 590,280                | 1x1=1 (To Be One)           |
| «Beautiful»                                                                      | 2017 | 1                       | 1                       | —                       | 15                      | - Південна Корея: 2,500,000              | 1-1=0 (Nothing Without You) |
| «I Promise You (I.P.U.)» (약속해요)                                              | 2018 | 5                       | 2                       | 78                      | —                       | Н/Д                                      | 0+1=1 (I Promise You)       |
| «Boomerang» (부메랑)                                                             | 2018 | 3                       | 1                       | —                       | —                       | Н/Д                                      | 0+1=1 (I Promise You)       |
| «Light» (켜줘)                                                                   | 2018 | 2                       | 3                       | —                       | —                       | Н/Д                                      | 1÷x=1 (Undivided)           |
| «Spring Breeze» (봄바람)                                                         | 2018 | 3                       | 1                       | —                       | —                       | Н/Д                                      | 1¹¹=1 (Power of Destiny)    |
| «Beautiful Part.3»                                                               | 2022 | 165                     | —                       | —                       | —                       | Н/Д                                      | Сингл без альбому           |
| «—» релізи, що не потрапили у чарти або не були випущені у відповідних регіонах. |      |                         |                         |                         |                         |                                          |                             |

## Інші пісні у чартах
| Назва                                                    | Рік  | Пікові позиції у чартах | Пікові позиції у чартах | Продажі                   | Альбом                      |
| Назва                                                    | Рік  | KOR                     | KOR Hot                 | Продажі                   | Альбом                      |
| -------------------------------------------------------- | ---- | ----------------------- | ----------------------- | ------------------------- | --------------------------- |
| «Wanna Be (My Baby)»                                     | 2017 | 7                       | 8                       | - Південна Корея: 376,019 | 1x1=1 (To Be One)           |
| «Always (acoustic version)» (이 자리에)                  | 2017 | 10                      | 33                      | - Південна Корея: 175,529 | 1x1=1 (To Be One)           |
| «To Be One (Intro)»                                      | 2017 | 18                      | 44                      | - Південна Корея: 108,710 | 1x1=1 (To Be One)           |
| «Wanna» (갖고 싶어)                                      | 2017 | 3                       | 2                       | - Південна Корея: 293,485 | 1-1=0 (Nothing Without You) |
| «Twilight»                                               | 2017 | 7                       | 3                       | - Південна Корея: 204,632 | 1-1=0 (Nothing Without You) |
| «Nothing Without You (Intro)»                            | 2017 | 14                      | 4                       | - Південна Корея: 109,566 | 1-1=0 (Nothing Without You) |
| «To Be One (Outro)»                                      | 2017 | 25                      | 6                       | - Південна Корея: 67,723  | 1-1=0 (Nothing Without You) |
| «Energetic (Prequel Remix)» (에너제틱)                   | 2017 | 28                      | 5                       | - Південна Корея: 64,781  | 1-1=0 (Nothing Without You) |
| «Burn It Up (Prequel Remix)» (활활)                      | 2017 | 29                      | 7                       | - Південна Корея: 63,495  | 1-1=0 (Nothing Without You) |
| «Gold»                                                   | 2018 | 32                      | 3                       | Н/Д                       | 0+1=1 (I Promise You)       |
| «I'll Remember» (너의 이름을)                            | 2018 | 39                      | 4                       | Н/Д                       | 0+1=1 (I Promise You)       |
| «Day by Day» (보여)                                      | 2018 | 44                      | 5                       | Н/Д                       | 0+1=1 (I Promise You)       |
| «We Are»                                                 | 2018 | 50                      | 6                       | Н/Д                       | 0+1=1 (I Promise You)       |
| «I Promise You (Propose version)» (약속해요 (고백 ver.)) | 2018 | 51                      | 7                       | Н/Д                       | 0+1=1 (I Promise You)       |
| «Kangaroo» (캥거루) (Triple Position)                    | 2018 | 6                       | 4                       | Н/Д                       | 1÷x=1 (Undivided)           |
| «Hourglass» (모래시계) (The Heal)                        | 2018 | 9                       | 6                       | Н/Д                       | 1÷x=1 (Undivided)           |
| «Forever and a Day» (영원+1) (Lean On Me)                | 2018 | 12                      | 9                       | Н/Д                       | 1÷x=1 (Undivided)           |
| «11» (No.1)                                              | 2018 | 17                      | 11                      | Н/Д                       | 1÷x=1 (Undivided)           |
| «One's Place» (집)                                       | 2018 | 19                      | 2                       | Н/Д                       | 1¹¹=1 (Power of Destiny)    |
| «Flowerbomb» (불꽃놀이)                                  | 2018 | 20                      | 3                       | Н/Д                       | 1¹¹=1 (Power of Destiny)    |
| «One Love» (묻고싶다)                                    | 2018 | 25                      | 4                       | Н/Д                       | 1¹¹=1 (Power of Destiny)    |
| «Hide and Seek» (술래)                                   | 2018 | 27                      | 5                       | Н/Д                       | 1¹¹=1 (Power of Destiny)    |
| «Deeper»                                                 | 2018 | 30                      | 6                       | Н/Д                       | 1¹¹=1 (Power of Destiny)    |
| «Beautiful (Part II)»                                    | 2018 | 31                      | 7                       | Н/Д                       | 1¹¹=1 (Power of Destiny)    |
| «Awake!»                                                 | 2018 | 36                      | 8                       | Н/Д                       | 1¹¹=1 (Power of Destiny)    |
| «Pine Tree» (소나무)                                     | 2018 | 38                      | 9                       | Н/Д                       | 1¹¹=1 (Power of Destiny)    |
| «Destiny (Intro)»                                        | 2018 | 51                      | 10                      | Н/Д                       | 1¹¹=1 (Power of Destiny)    |

## Музичні відео
| Назва                               | Рік  | Режисер(и)                | Прим.  |
| ----------------------------------- | ---- | ------------------------- | ------ |
| «Energetic»                         | 2017 | Zanybros                  | [ 40 ] |
| «Energetic» (Performance version)   | 2017 | Zanybros                  | [ 41 ] |
| «Burn It Up» (Extended version)     | 2017 | Baik                      | [ 42 ] |
| «Wanna Be (My Baby)» (Live version) | 2017 | Zanybros                  | [ 43 ] |
| «Beautiful» (Movie version)         | 2017 | Yong Yi                   | [ 44 ] |
| «Beautiful» (Performance version)   | 2017 | Zanybros                  | [ 45 ] |
| «I Promise You (I.P.U.)»            | 2018 | Digipedi                  | [ 46 ] |
| «Boomerang»                         | 2018 | Zanybros                  | [ 47 ] |
| «Light»                             | 2018 | Naive Creative Production | [ 48 ] |
| «Spring Breeze»                     | 2018 | Naive Creative Production | [ 49 ] |

## Нотатки
1. ↑  У квітні 2018 у чарті Gaon представили сертифікації музичних альбомів, цифрових завантажень та стримингу.
2. ↑  Kang Daniel, Kim Jae-hwan, Park Woo-jin
3. ↑  Ong Seong-wu, Lee Dae-hwi
4. ↑  Yoon Ji-sung, Ha Sung-woon, Hwang Min-hyun
5. ↑  Park Ji-hoon, Bae Jin-young, Lai Kuanlin